# 81. sydlige breddekreds
Den 81. sydlige breddekreds (eller 81 grader sydlig bredde) er en breddekreds, der ligger 81 grader syd for ækvator. Den løber gennem Sydlige Ishav og Antarktis.